# Крахуэлл
Крахуэлл (англ. Craughwell [`krɔ:xwɛl]; ирл. Creachmhaoil, Кряхвиль, «холм угона») — деревня в Ирландии, находится в графстве Голуэй (провинция Коннахт).

## Демография
Население — 414 человек (по переписи 2006 года). В 2002 году население было 358 человек.
Данные переписи 2006 года:
| Общие демографические показатели |               |                               |                               |      |      |
| Всё население                    | Всё население | Изменения населения 2002—2006 | Изменения населения 2002—2006 | 2006 | 2006 |
| 2002                             | 2006          | чел.                          | %                             | муж. | жен. |
| 358                              | 414           | 56                            | 15,6                          | 211  | 203  |